# Персиановская заповедная степь
Персиановская заповедная степь — комплексный памятник природы регионального значения. Расположен в Октябрьском районе Ростовской области в 6 километрах от месторасположения железнодорожной станции Персиановка, на расстоянии 5 километров от автострады Ростов-Шахты. Заповедник располагается в 10 километрах от города Новочеркасска. Данные о площади степи разнятся: по одним данным она составляет 66 га, по другим — 84,1 га.

## История
О существовании заповедной территории Персиановская степь известно с начала XX века. Согласно Постановлению администрации Ростовской области от 19.10.2016 № 418 объект принадлежит к числу особо охраняемых природных территорий. Степная территория обладает природоохранным, научным и просветительским значением.

## Описание
Персиановская заповедная степь относится к типу донских степей, которые постепенно исчезают. Территориально ее структура разделена на 2 участка. Первый из них располагается в 6 километрах от железнодорожной станции Персиановка, в верховье балки Хорули. Он ограничен грунтовыми дорогами. Второй участок носит название дубравы им. Докучаева, обладает свойствами почвозащитного и противоэрозионного лесного массива. Лес здесь выращивается по методу В. В. Докучаева. Заповедник представляет собой равнинную территорию, которая покрыта толщей лёссовых отложений.
Ученые на территории степи исследуют чернозем обыкновенный и карбонатный среднемощный среднесуглинистый на лёссовидном суглинке. Объект признается как такой, который вызывает научный и туристический интерес. Исследования по изучению почвы, ее деградации в зависимости от влиянии эрозии здесь проводят также студенты Донского государственного аграрного университета.

## Флора
На территории Персиановской заповедной степи сохранились виды растений, занесенные в Красную книгу Российской Федерации и Ростовской области. Это ковыль украинский, ковыль красивейший, тюльпан Биберштейна и тюльпан Геснера.